# Melolontha anita
Melolontha anita är en skalbaggsart som beskrevs av Edmund Reitter 1902. Melolontha anita ingår i släktet Melolontha och familjen Melolonthidae. Inga underarter finns listade i Catalogue of Life.